# Опасен рецидив
Опасен рецидив е форма на рецидив, законово определена от Наказателния кодекс на Република България в чл. 29 ал. 1, който гласи: Предвидените в особената част на този кодекс по-тежки наказания за престъпления, представляващи опасен рецидив, се налагат, когато деецът:
а) извърши престъплението, след като е бил осъждан за тежко умишлено престъпление на лишаване от свобода не по-малко от една година, изпълнението на което не е отложено по чл. 66;
б) извърши престъплението, след като е бил осъждан два или повече пъти на лишаване от свобода за умишлени престъпления от общ характер, ако поне за едно от тях изпълнението на наказанието не е отложено по чл. 66.
За разлика от повторността, осъждането на дееца като непълнолетен не е основание за квлифициране на новото деяние като опасен рецидив.
Когато за дадено престъпление са предвидени едновременно състави за повторно извършване и за опасен рецидив и деянието осъществява признаците на двата състава, прилага се разпоредбата за опасния рецидив.
Трябва да не са изтекли пет години от изтърпяване на наказанието по първата присъда (чл. 30 ал 1 НК). Когато изпълнението на наказанието е отложено или деецът е предсрочно освободен от неговото изтърпяване, петгодишния срок тече от деня, в който е изтекъл определения изпитателен срок (чл. 30 ал. 2 НК).